# Jugoslovanska rokometna reprezentanca
Jugoslovanska rokometna reprezentanca je zastopala Jugoslavijo na petih olimpijskih igrah, na katerih je osvojila dve zlati in eno srebrno medaljo, ter osmih svetovnih prvenstvih, na katerih je osvojila po eno zlato in srebrno ter dve bronasti medalji. 

## Velika tekmovanja

### Olimpijske igre
- 1972 -  Zlata medalja
- 1976 - 5. mesto
- 1980 - 6. mesto
- 1984 -  Zlata medalja
- 1988 -  Bronasta medalja
- 1992 - Ni sodelovala

### Svetovna prvenstva
- 1964 - 6. mesto
- 1967 - 7. mesto
- 1970 -  Bronasta medalja
- 1974 -  Bronasta medalja
- 1978 - 5. mesto
- 1982 -  Srebrna medalja
- 1986 -  Zlata medalja

## Slovenski rokometaši
- Rolando Pušnik, 134 nastopov
- Vlado Bojovič, 102 nastopov
- Iztok Puc, 97 nastopov
- Peter Mahne, 50 nastopov
- Leopold Kalin, 18 nastopov
- Stane Papež, prvi reprezentant